# Viaggio di John Fitzgerald Kennedy in Europa
Il viaggio del Presidente degli Stati Uniti John F. Kennedy in Europa iniziato in Germania il 23 giugno e terminato in Italia il 2 luglio 1963 è stato l'ultimo viaggio estero del 35º presidente USA.

## Germania Ovest, 23 - 26 giugno 1963
Arriva il 23 giugno 1963 nella capitale della Repubblica Federale accolto dal cancelliere Konrad Adenauer e partecipa a varie manifestazioni a Colonia, Hanau e Francoforte.

### Berlino Ovest
Il 26 giugno 1963 a Berlino Ovest Kennedy tenne un pubblico discorso di critica contro la costruzione del Muro di Berlino. Il discorso è noto per la sua famosa frase Ich bin ein Berliner.

## Irlanda, 26 - 29 giugno 1963
Dopo il discorso di Berlino il presidente Kennedy atterra con l'Air Force One all'aeroporto di Dublino, divenendo il primo capo di stato americano in carica a visitare l'isola d'Irlanda, terra di origine dei suoi avi. Trascorrerà quattro giorni nel paese durante i quali visiterà Dublino, Cork, Galway, Limerick e la casa ancestrale della sua famiglia a Wexford.

## Regno Unito, 29 - 30 giugno 1963
Il 29 Giugno 1963 si reca nel Regno Unito per una visita informale di 2 giorni con Harold Macmillan nella sua casa nel West Sussex, in Inghilterra.

## Italia e Vaticano, 1 - 2 luglio 1963

### Roma
Il 1 luglio 1963 Kennedy atterra all'aeroporto di Fiumicino accolto dal Presidente della Repubblica Antonio Segni. I due presidenti percorrono su un'auto scoperta via dei Fori Imperiali. Kennedy depone una corona d'alloro al Vittoriano e partecipa al ricevimento al Quirinale.

### Città del Vaticano
Il 2 luglio 1963 Kennedy incontra in Vaticano Papa Paolo VI insieme alla sorella Jean e ai suoi collaboratori.

### Napoli
Dopo il Vaticano giunge a Napoli con un elicottero nella base NATO di Bagnoli, dove tiene un discorso alla presenza del Presidente Segni e del Presidente del Consiglio Leone. Dopo il discorso una "passerella" diventata storica lunga 16 chilometri attraversa la città da est a ovest, sino l'aeroporto di Capodichino. Fu l’ultima città straniera che vide JFK, 4 mesi prima dell'attentato di Dallas.